# Zimowy Ogólnopolski Rajd Samochodowy 1955
2. Ogólnopolski Rajd Zimowy – 2. edycja Ogólnopolskiego Rajdu Zimowego. Był to rajd samochodowy rozgrywany od 18 do 19 lutego 1955 roku. Była to pierwsza runda Rajdowych Samochodowych Mistrzostw Polski w roku 1955. Składał się z dwóch etapów. Pierwszy stanowił zjazd gwiaździsty ze startem w trzech miastach: Warszawie, Poznaniu i Katowicach, z metą w Katowicach. Drugi to trasa Katowice – Zakopane. W skład rajdu wchodziły następujące próby sportowe: 2 próby zrywu i hamowania, 1 próba jazdy terenowej (12 km) i 1 próba przyspieszenia pod górę (0,5 km). Podczas rajdu było ślisko, pierwszego dnia wystąpiły opady śniegu, a drugiego mgła. Zawodnicy byli klasyfikowani w poszczególnych klasach nie było prowadzonej klasyfikacji generalnej..

## Wyniki końcowe rajdu[1]

### Klasa VIII T
| Miejsce | Kierowca          | Samochód          | Punkty |
| ------- | ----------------- | ----------------- | ------ |
| 1       | Stanisław Wierzba | FSO Warszawa M 20 | 3,75   |
| 2       | Roman Karczewski  | FSO Warszawa M 20 | 4,50   |
| 3       | Marian Repeta     | FSO Warszawa M 20 | 4,75   |
| 4       | Stanisław Gustaw  | FSO Warszawa M 20 | 5,00   |
| 5       | K. Mieszkuniec    | FSO Warszawa M 20 | 5,25   |
| 6       | K. Dubiel         | FSO Warszawa M 20 | 6,75   |

### Klasa VII T
| Miejsce | Kierowca             | Samochód      | Punkty |
| ------- | -------------------- | ------------- | ------ |
| 1       | Jerzy Zaczeniuk      | Citroen BL 11 | 1,00   |
| 2       | H. Kuczyński         | BMW 326       | 1,50   |
| 3       | Zygmunt Skoczkowski  | Tatraplan     | 3,25   |
| 4       | Ludwik Kachelski     | Citroen BL 11 | 4,00   |
| 5       | E. Lesiuk            | Citroen       | 5,25   |
| 6       | Walerian Waryszewski | BMW 326       | 7,00   |

### Klasa VI T
| Miejsce | Kierowca           | Samochód          | Punkty |
| ------- | ------------------ | ----------------- | ------ |
| 1       | Edward Niziołek    | Opel Olympia      | 0,00   |
| 2       | Henryk Waśkiewicz  | Mercedes-Benz 170 | 11,35  |
| 3       | Antoni Baran       | Mercedes-Benz     | 12,50  |
| 4       | Maria Szmechta     | Mercedes-Benz 170 | 12,75  |
| 5       | Roman Perłowski    | Wanderer          | 13,45  |
| 6       | Czesław Komorowski | Mercedes-Benz 170 | 15,95  |

### Klasa IV-V T
| Miejsce | Kierowca           | Samochód     | Punkty |
| ------- | ------------------ | ------------ | ------ |
| 1       | Erazm Gajewski     | Fiat 1100    | 3,25   |
| 2       | Tadeusz Dubas      | Skoda        | 5,00   |
| 3       | Tadeusz Krzemiński | Skoda Furgon | 5,25   |
| 4       | P. Czeszejko       | Skoda Furgon | 7,25   |
| 5       | Ryszard Górka      | Hillman      | 8,50   |
| 6       | Janusz Luniak      | Fiat 1100    | 8,85   |

### Klasa III T
| Miejsce | Kierowca            | Samochód | Punkty |
| ------- | ------------------- | -------- | ------ |
| 1       | Stefan Goński       | DKW      | 2,25   |
| 2       | Stanisław Jabłoński | DKW      | 6,00   |
| 3       | Zbigniew Pajewski   | DKW      | 7,25   |
| 4       | J. Sikora           | DKW      | 9,50   |
| 5       | Stanisław Smolarek  | DKW      | 11,00  |
| 6       | Henryk Steinhausel  | DKW      | 11,25  |